# 雨山街道
雨山街道，是中华人民共和国安徽省马鞍山市雨山区下辖的一个乡镇级行政单位。

## 行政区划
雨山街道下辖以下地区：
红旗社区、半山花园社区、翠湖社区、山南社区、雨田社区和勤奋社区。